# Villaobispo de Otero
Villaobispo de Otero est une commune d'Espagne dans la province de León, communauté autonome de Castille-et-León. Elle s'étend sur 31,79 km2 et comptait environ 604 habitants en 2015.

## Villages et hameaux
Le municipio recouvre les villages et hameaux suivant, par ordre alphabétique :
- Brimeda (es)
- Carneros (es)
- La Carrera de Otero
- Otero de Escarpizo
- Sopeña de Carneros (es)
- Villaobispo de Otero (cabecera)